# Чэн Сюньчжао
Чэн Сюньчжао (кит. упр. 程训钊, пиньинь Chéng Xùnzhāo), 9 февраля 1991 Сюйчжоу, Цзянсу, Китай — китайский дзюдоист, бронзовый призёр Олимпийских игр, бронзовый призёр чемпионата Азии. Первый представитель Китая — обладатель олимпийской награды в мужском дзюдо. 

## Биография
В 2009 году был пятым на Гран-при Циндао. В 2010 году был бронзовым призёром Кубка мира IJF в Алма-Ате и пятым на Гран-при Циндао. В 2012 году стал победителем Игр Восточной Азии и Гран-при Циндао. В 2013 году был третьим на Играх Восточной Азии. В 2014 году на Азиатских играх был седьмым.
В 2015 году был седьмым на турнире серии Большого Шлема в Париже, пятым на чемпионате Азии и кубке Asian Open, вторым на Гран-при Улан-Батор. В 2016 году стал бронзовым призёром чемпионата Азии, серебряным призёром Гран-при Алма-Ата, занял пятое место на Гран-при Гавана и седьмое на Гран-При Дюссельдорф.
Выступал на Олимпийских играх 2016 года, в категории до 90 килограмма. Спортсмены были разделены на 4 группы, из которых четыре дзюдоиста по результатам четвертьфиналов выходили в полуфиналы. Проигравшие в четвертьфинале встречались в «утешительных» схватках и затем с потерпевшими поражение в полуфиналах, и по этим результатам определялись бронзовые призёры.
Чэн Сюньчжао в числе претендентов на награды не рассматривался. Но китайский дзюдоист в первой же встрече стал автором сенсации, за чуть более чем полминуты чистым отхватом победив чемпиона Олимпийских игр 2004 года, трёхкратного чемпиона мира Илиаса Илиадиса. Во второй встрече китайскому дзюдоисту понадобилось примерно то же время, чтобы победить венгра Кристиана Тота передней подножкой с колена, а на Маркуса Нюмана, чемпиона Европы 2010 года и дважды бронзового призёра чемпионата Европы, в том числе 2016 года, потребовалось на минуту больше.
Однако в полуфинале Чэн Сюньчжао всё-таки проиграл будущему чемпиону Масю Бейкеру. Во встрече за третье место победил, и завоевал бронзовую медаль, которая стала первой олимпийской наградой в китайском мужском дзюдо (до этого максимальным результатом было пятое место в 1996 году)
| Круг            | Соперник           | Действия                                                                                             | Итог      | Соперник                      | Действия                      |
| --------------- | ------------------ | --- | --------- | ----------------------------- | ----------------------------- |
| 1/32            | Чэн Сюньчжао (CHN) | О-сото Гари (0:43) — иппон — сидо                                                                    | 100—0     | Илиас Илиадис (GRE)           | —                             |
| 1/16            | Чэн Сюньчжао (CHN) | Сэой Отоси (0:48) — иппон                                                                            | 100—0     | Кристиан Тот (HUN)            | —                             |
| 1/4             | Чэн Сюньчжао (CHN) | Пассивность (1:00) — сидо Cэой Отоси (1:49) — иппон                                                  | 100s1—0s1 | Маркус Нюман (SWE)            | Пассивность (1:00) — сидо     |
| 1/2             | Масю Бейкер (JPN)  | Недозволенный захват за край рукава (4:11) — сидо О-Ути Гари (3:07) — юко Кэса Гатамэ (4:40) — иппон | 100—0s1   | Чэн Сюньчжао (CHN)            | —                             |
| За третье место | Чэн Сюньчжао (CHN) | Уход от захвата (2:15) — сидо Ути Мата Сукаси (2:51) — юко Уход от захвата (2:15) — сидо             | 001s2—0   | Отгонбаатар Лхагвасурен (MGL) | Уход от захвата (2:15) — сидо |